# Vital Hotel (Tel Awiw)
Vital Hotel – czterogwiazdkowy hotel położony w wieżowcu Weizmann Center Tower na terenie Centrum Weizmana w mieście Tel Awiw, w Izraelu.
Hotel jest usytuowany przy ulicy Weizmanna w osiedlu Ha-Cafon ha-Chadasz, we wschodniej części Tel Awiwu.

## Historia
Wieżowiec został wybudowany w 2004 jako pierwszy budynek nowego centrum klinicznego Centrum Weizmana, które specjalizuje się opieką nad ludźmi starymi. W budynku utworzono nowoczesny Vital Hotel, który oferuje noclegi dla rodzin pacjentów leczonych w pobliskim Centrum Medycznym Tel Awiwu. Dodatkowo znajdują się w nim apartamenty domu starców oraz komercyjne biura.

## Architektura
Budynek wybudowano w stylu modernizmu. Fasadę wykonano z granitu i szkła, w kolorach szarym i jasnym brązie. Trzecie i czwarte piętro posiada bezpośrednie połączenie napowietrznym korytarzem z sąsiednim Centrum Medycznym Tel Awiw.

## Pokoje i apartamenty
Hotel Vital dysponuje 80 pokojami hotelowymi i apartamentami. Każdy pokój wyposażony jest w klimatyzację, biurko, minibarek, sejf, czajnik do kawy/herbaty, lodówkę, dostępne kuchenki mikrofalowe, dostępne łóżeczka dziecięce, automatyczną sekretarkę, dostęp do płatnego Internetu, telefon obsługujący kilka linii, telewizję satelitarną, łazienkę do użytku prywatnego, otwierane okna z roletami światłoszczelnymi. Wszystkie pokoje posiadają klucze elektroniczne/magnetyczne.
Hotel świadczy dodatkowe usługi w zakresie: personelu wielojęzycznego, opieki nad dziećmi, dostępu do wózków inwalidzkich, pralni, sejfu w recepcji, usług spa (siłownia, fitness) i transportu z lotniska. Dla ułatwienia komunikacji w budynku jest winda.

## Inne udogodnienia
Znajduje się tutaj sala konferencyjna z zapleczem do obsługi zorganizowanych grup. W hotelu jest podziemny strzeżony parking, kantor, restauracja, kawiarnia oraz sala bankietowa.